# Yellow Horse
Yellow Horse (ou Otahkomiota en langue pied-noir) est un chef de la nation siksika de la confédération des Pieds-Noirs au Canada, né au XIXe siècle et mort en 1920.

## Biographie
Yellow Horse est né au XIXe siècle dans ce qui est aujourd’hui l’Alberta. En 1903, il devient chef des Blackfoot du Nord à la mort du chef White Pup. Après la mort du chef Running Rabbit des Blackfoot du Sud le 24 janvier 1911 et la réunion des deux peuples en une seule entité, il devient, la même année, chef de toute la nation Blackfoot.
Du 25 au 30 août 1919, il représente la nation Blackfoot au Stampede de Calgary, appelé cette année-là Stampede de la Victoire pour célébrer le retour des soldats canadiens ayant participé à la Première Guerre mondiale.
Le 19 août 1920, il reçoit Lord Burnham, alors président de l’Imperial Press Conference au Canada, en visite officielle à Gleichen (Alberta),.
La date exacte et les circonstances de sa mort, en 1920, ne sont pas documentées. Water Chief (mort après 1939) le remplace brièvement à la tête de la nation Blackfoot, position ensuite occupée par Duck Chief (1864-1948) de 1921 à sa mort.

## Galerie

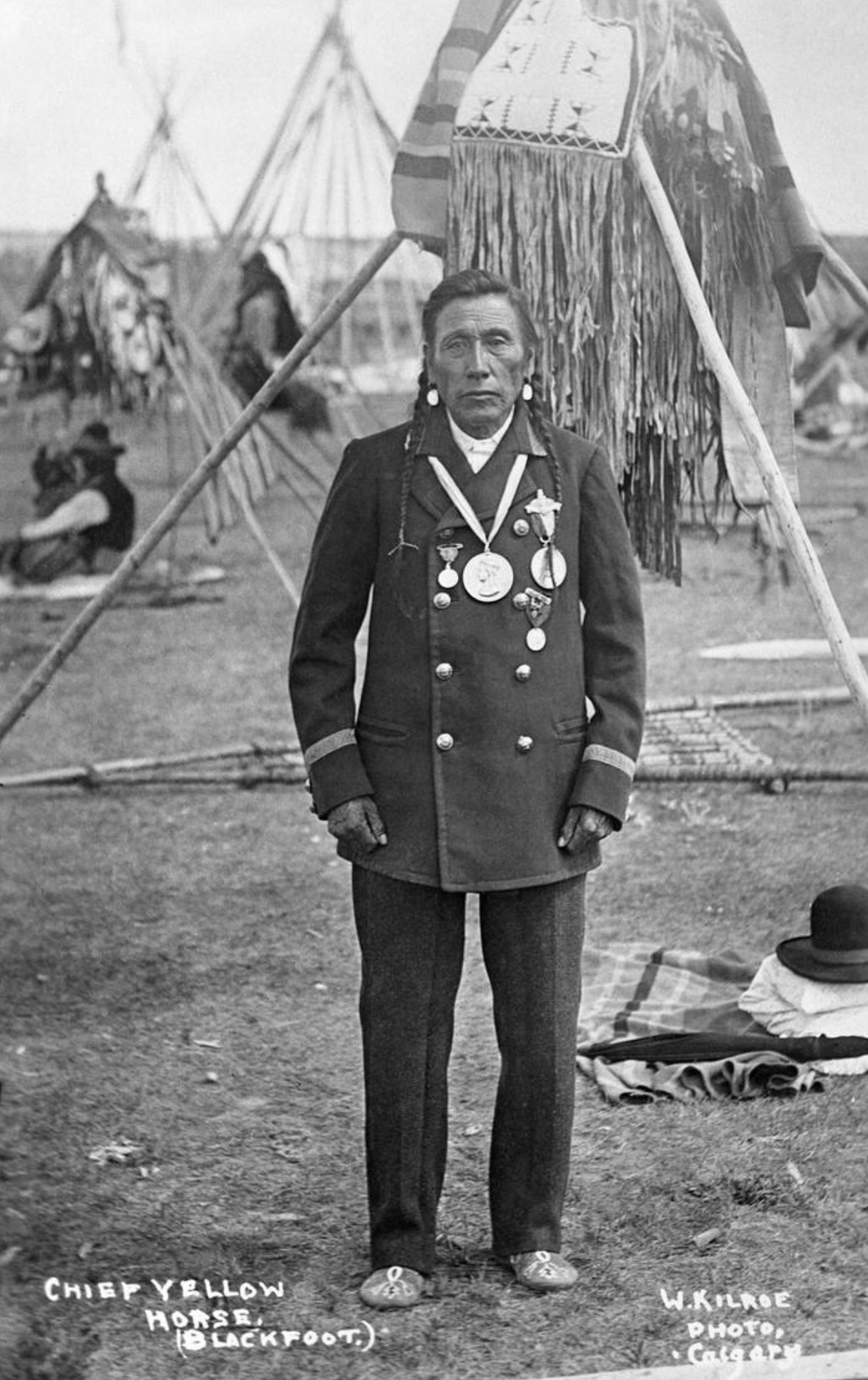
Yellow Horse ca. 1910-1917, portant sa médaille du Traité 7. Cliché de William G.B. Kilroe, Musée Glenbow, Calgary, Alberta, Canada.
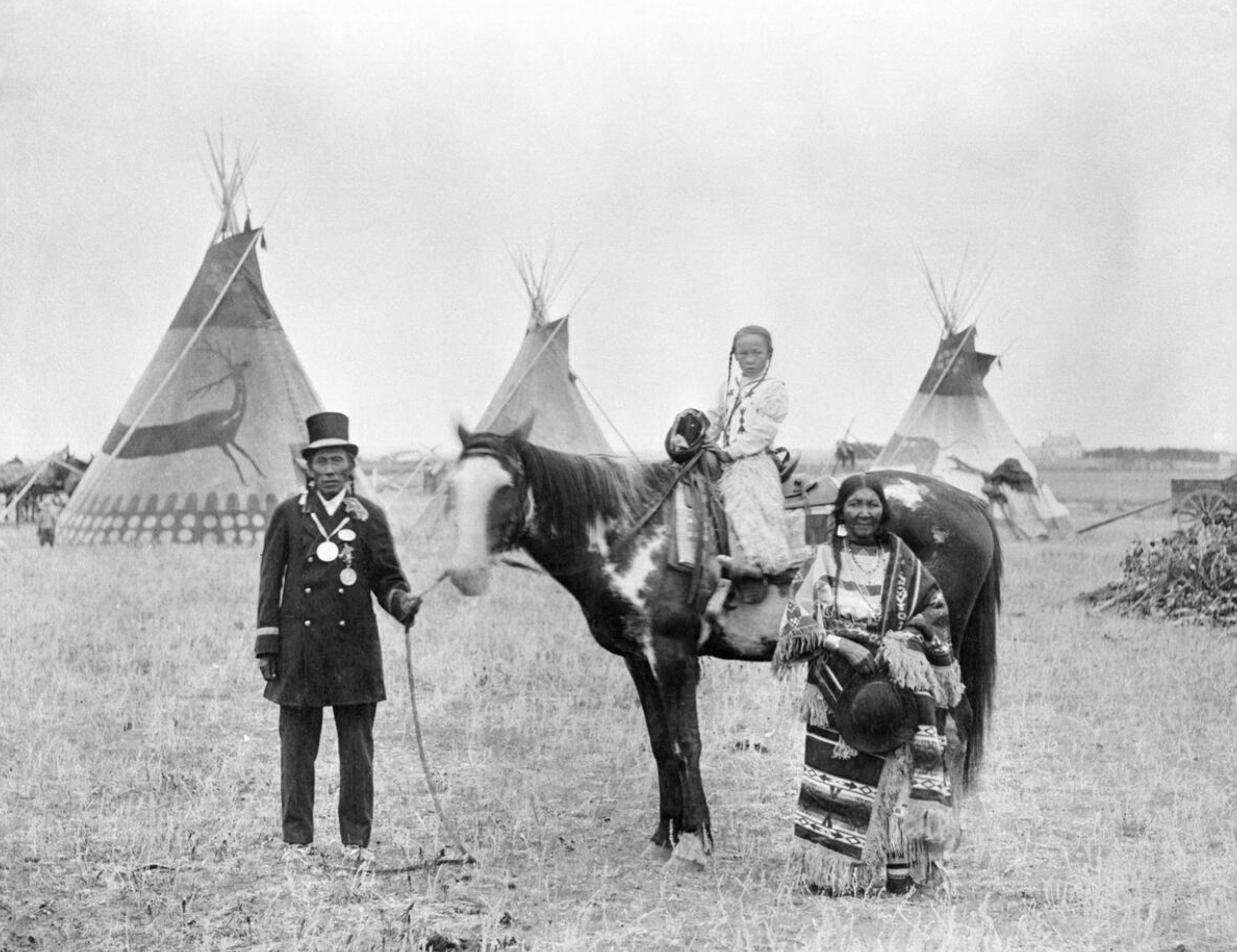
Yellow Horse ca. 1913-1915 avec son épouse Paddle Woman et un enfant. Cliché de A. et D. Grant (Calgary), Musée Glenbow, Calgary, Alberta, Canada.
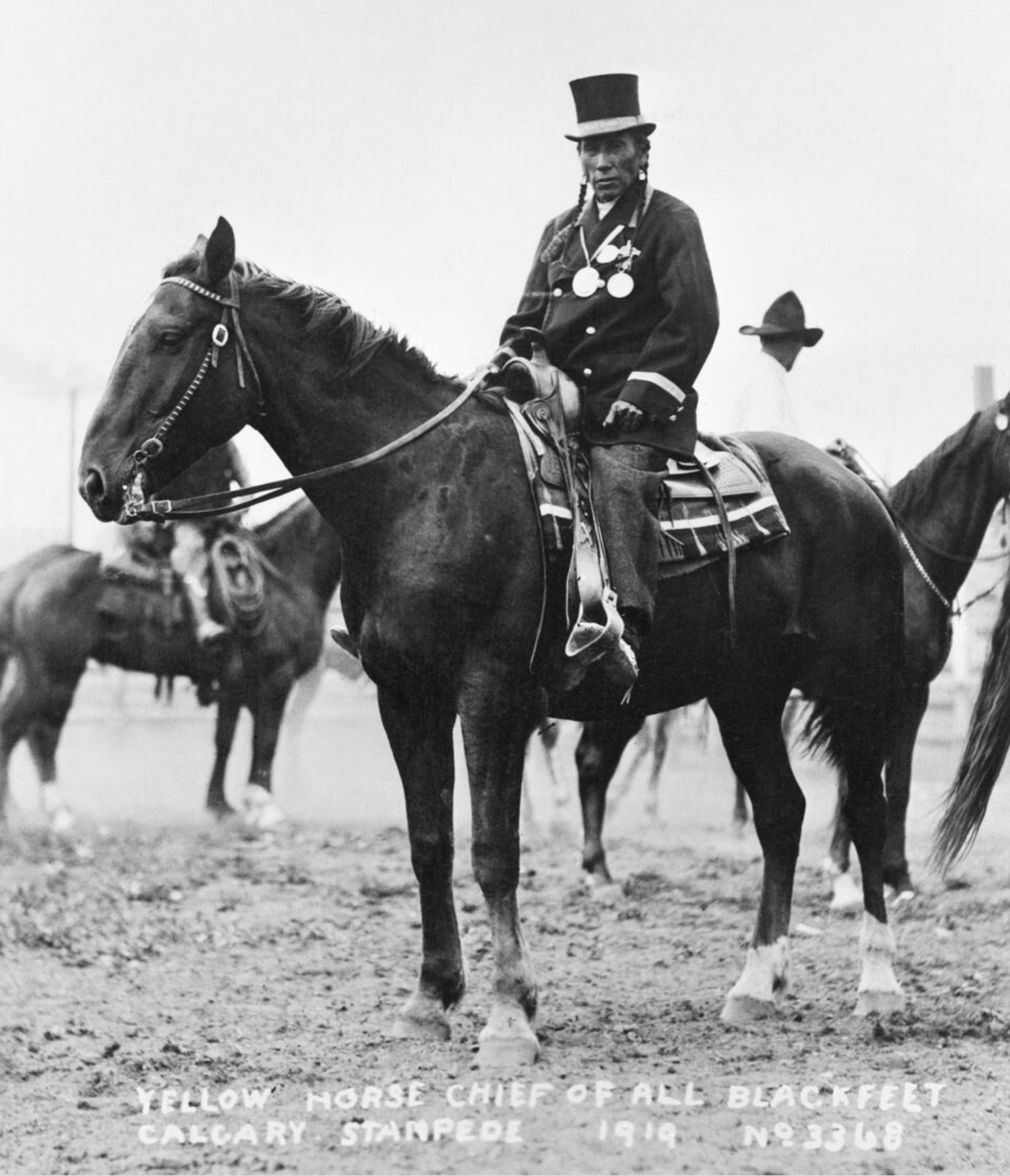
Yellow Horse au Stampede de Calgary, 25-30 août 1919. Musée Glenbow, Calgary, Alberta, Canada.
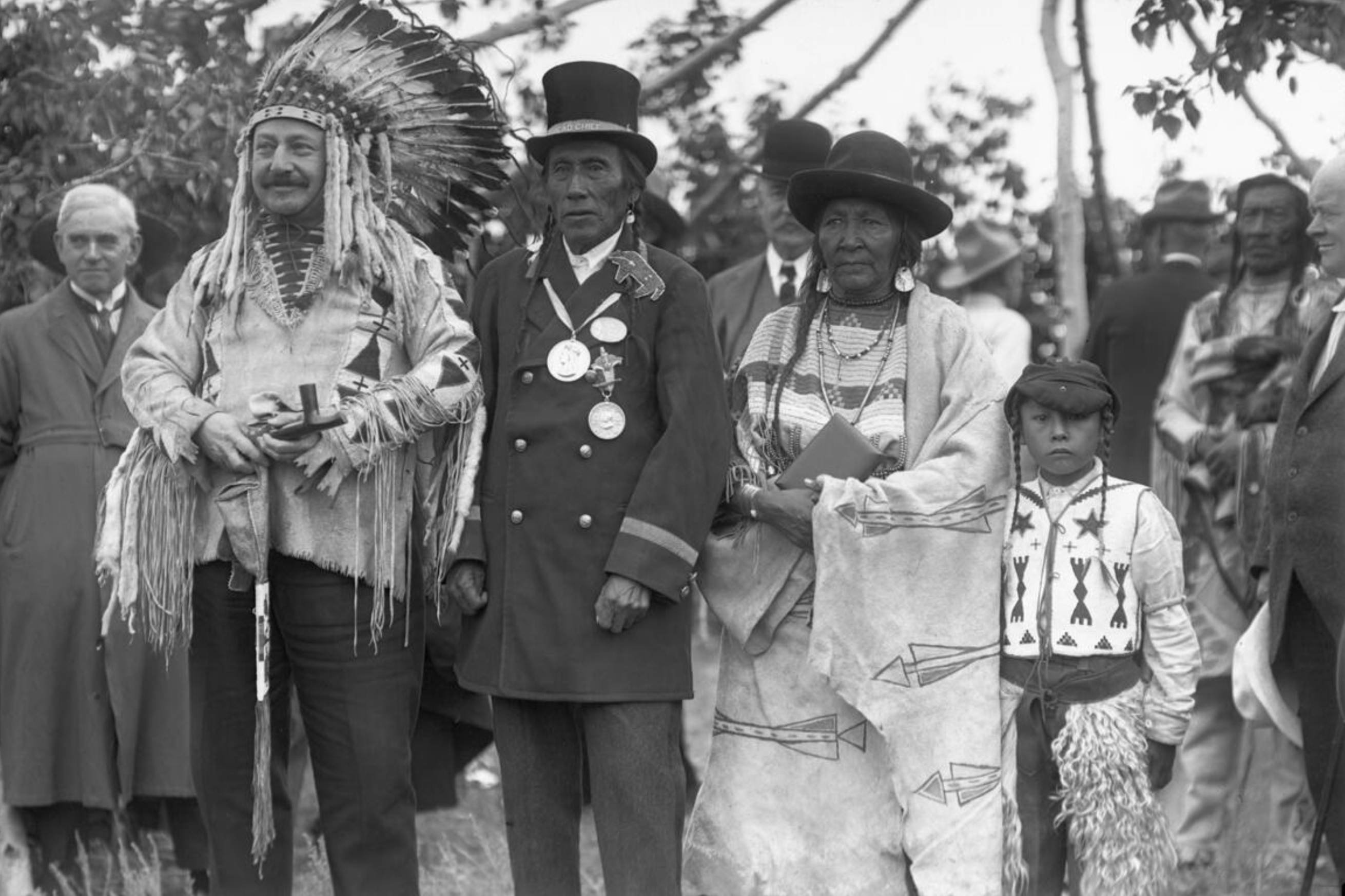
Yellow Horse recevant Lord Burnham à Gleichen, Alberta, 19 août 1920. Cliché de William John Oliver, Musée Glenbow, Calgary, Alberta, Canada.